# Ariel (motorfiets)
Ariel is een historisch Brits merk van automobielen en motorfietsen.

## Bedrijfsnamen
De bedrijfsnamen waren: Cycle Components Ltd., later Ariel Motors (J.S.) Ltd, Ariel Cycle Co., Ariel Motors Ltd. Selly Oak, Birmingham en B.S.A. Motorcycles Ltd., Armory Road, Birmingham.
Ariel produceerde motorfietsen vanaf 1902, hoewel al in 1898 tricycles en quadricycles waren gebouwd met De Dion-Bouton-motor. De productie van motorfietsen eindigde in 1970.

## Geschiedenis
Al in 1847 bestond het merk Ariel, dat toen wielen met luchtbanden voor koetsen leverde. In 1874 bliezen James Starley en William Hillman het merk nieuw leven in. Zij produceerden al naaimachines en vélocipèdes maar hadden inmiddels ook het wiel met draadspaken gepatenteerd. Daardoor konden hun rijwielen veel lichter gebouwd worden. De naam "Ariel" refereerde aan de lichte constructie van de penny-farthings die het bedrijf bouwde en was afgeleid van Shakespeares creatie Ariel "Spirit of the Air". In 1885 vond John Kemp Starley, een neef van James Starley, de veiligheidsfiets uit. Deze had alle kenmerken van een moderne fiets: kettingaandrijving naar het achterwiel en twee even grote wielen. In 1881 was James Starley overleden en namen zijn zoons het bedrijf over. De naam "Ariel" werd niet meer gebruikt, maar in 1896 kwam hij weer terug toen men gemotoriseerde voertuigen ging maken. In 1886 fuseerde het bedrijf met Westwood Mfg en ging men tricycles met een 2¼pk-De Dion-motor produceren. Kort hierna verliet Hillman het bedrijf om samen met Herbert en Cooper het motorfietsmerk Premier op te richten.

### Jaren 1900

#### Auto's
In 1901 ontstonden de eerste auto’s van Ariel. Het eerste model was een 10pk-tweecilinder die in 1902 op de markt kwam. Deze werd in 1903 al gevolgd door een 16pk-viercilinder. Beide modellen hadden een lederen "kegelkoppeling" die niet op het vliegwiel gemonteerd was. In 1904 kwam er een zescilinder model. In 1905 volgde een serie nieuwe modellen, die de naam "Aero-Simplex" kregen. Ze waren geïnspireerd op de viercilinder 15- en 25/30pk-modellen en de zescilinder 35/40pk-modellen van Mercedes. In 1907 begon de productie van de zware 50/60pk-Arielmodellen, met een 15,9 liter zescilindermotor. In 1907 verkocht Ariel de fabriek in Birmingham aan het Franse bedrijf Lorraine-Dietrich, dat op de Britse markt actief wilde worden. De auto's van Ariel werden vanaf dat moment gebouwd bij de Coventry Ordnance Works, een consortium van de scheepsbouwers John Brown, Yarrow Shipbuilders, Cammell Laird en Fairfield.

#### Motorfietsen
In 1902 ging men motorfietsen maken, toen Components Ltd, het bedrijf van Charles Sangster het merk Ariel overnam. In het begin werden Saroléa (Kerry)- en White & Poppe-inbouwmotoren gebruikt, die vanaf 1904 in licentie gebouwd werden. De Ariel Light Tourer uit 1904 had al een eigen 325cc-zijklepmotor waarbij de kleppen aan de achterkant van de cilinder zaten. De aandrijving geschiedde door een aandrijfriem rechtstreeks vanaf de krukas. De machine kostte 15 Pond, maar die prijs kon flink hoger worden doordat er een flinke accessoirelijst was: een achterstandaard, carbidlamp, reserve-benzinetank achterop, snelheidsmeter, een knijptoeter en een bandrem op het voorwiel. Standaard zat er wel een velgrem achter en was er zelfs een simpele vorm van voorvering toegepast. De normale brandstoftank zat tussen de framebuizen en bevatte naast 5 liter benzine ook een halve liter olie, de accu en de bobine. De Light Tourer haalde 65 km/uur. In 1905 ontwikkelde Charles Sangster de lichte tweetakt "Arielette" met drie versnellingen.

### Jaren 1910

#### Auto's
In 1910 werd de samenwerking met Lorraine-Dietrich beëindigd. De introductie van een lichte 1,3 liter auto mislukte door het uitbreken van de Eerste Wereldoorlog en in 1915 werd de autoproductie beëindigd. In 1918 werd geprobeerd deze weer op te starten met de door Jack Sangster ontworpen Ariel Nine. Jack had bij Rover gewerkt en daar de vergelijkbare maar luchtgekoelde Rover Eight tweecilinder gebouwd. De Ariel Nine zou echter pas in 1922 op de markt komen.

#### Motorfietsen
In 1911 kwam Ariel voor het eerst in financiële moeilijkheden, maar in 1914 waren er motorfietsmodellen met 348cc-tweetaktmotoren en 498- en 670cc-zijkleppers. Later werden er inbouwmotoren van andere merken gebruikt, zoals 247cc-Blackburne-blokken en 796- en 994cc-MAG’s, terwijl de wat lichtere modellen eigen eencilinders hadden. In 1914 sloot het bedrijf, juist op het moment dat concurrenten volop oorlogsproductie gingen draaien, maar in 1918 startte men bij Ariel de productie weer op, nu onder leiding van de zoon van Sangster, Jack. Jack gaf de impuls om zwaardere modellen te gaan produceren. De Ariel 4 HP uit 1918 had een White & Poppemotor. Op sportief gebied waren er geen grote successen te melden, maar bekend is wel dat tot aan het uitbreken van de Eerste Wereldoorlog werd deelgenomen aan de TT van Man door Jack Slaughter, Charlie North, Len Newey en E.H. "Gaffer" Littledale.

### Jaren 1920

#### Auto's
In 1922 kwam de Ariel Nine eindelijk op de markt. Deze had een watergekoelde tweecilinder boxermotor van 996 cc en haalde een topsnelheid van 89 km/h. Er werden er circa 700 van gebouwd. In hetzelfde jaar verscheen ook de 1.100cc-Ariel Ten viercilinder, waarbij de versnellingsbak in de achteras was gebouwd. Van dit model werden ongeveer 250 exemplaren gebouwd tot de productie van alle auto's in 1926 werd gestopt.

#### Motorfietsen

##### Topconstructeurs
In de jaren twintig van de twintigste eeuw kwamen de bekende constructeurs Val Page en Edward Turner naar Ariel, terwijl ook Bert Hopwood (als leerling onder Page en Turner) voor het bedrijf werkte. Daarmee had men drie topconstructeurs in dienst, die echter in die tijd nog naam moesten maken. Eigenlijk verloor Val Page (tijdelijk) zijn baan als hoofdconstructeur aan Edward Turner, maar samen ontwikkelden ze de “Square Four”-modellen, die in de komende jaren de vlaggenschepen van Ariel werden. In de jaren twintig leverde het merk echter nog steeds tamelijk eenvoudige eencilinders van 250- tot 557 cc, zowel met kop- als zijklepmotoren. De concurrentie was dan ook groot, met merken als AJS, Matchless, BSA en Triumph. Britse merken waren over de hele wereld populair, maar Ariel profiteerde niet echt van dit succes. Sportief was het merk ook niet, hoewel er wel werd deelgenomen aan betrouwbaarheidsritten en trials. De tuner Laurence Hartley wist de 557cc-zijklepper op te voeren tot Jock West er op Brooklands 82,24 mph (132,3 km/h) over de vliegende kilometer mee haalde en met een mengsel van alcohol zelfs 96 mph (ruim 150 km/h). In grasbaanraces haalden Hartley en West prijzen met de kopklep-Ariels. Ariel staat te boek als eerste merk dat een zadeltank toepaste. Die was al in 1924 uitgevonden door Howard R. Davies, maar de eerste Ariel met zadeltank werd pas in 1927 geleverd. De nieuwe frames die hiervoor nodig waren kenden een aantal kinderziekten, waardoor in 1928 al 42 verbeteringen moesten worden toegepast. In de tweede helft van 1925 ontwikkelde Val Page een hele nieuwe serie motorfietsen, die erg succesvol werden. Binnen een paar jaar steeg de verkoop enorm, en in 1927 bouwde men al tien keer zoveel motorfietsen dan in 1925. Het nieuwe logo met het paardenhoofd werd ook in die tijd ontworpen door Victor Mole, die ook de slogan "Ariel, the modern motorcycle" bedacht.

### Jaren dertig
De gevolgen van de Grote Depressie ging ook aan Ariel niet voorbij. Moederbedrijf Components Ltd. ging in 1932 failliet, maar Jack Sangster kocht een van de fabriekshallen en wat machines om de productie van Ariel-motorfietsen te redden. Juist in de crisistijd kon hij zo zijn bedrijf met weinig geld optimaal inrichten en dankzij de beperkte modellen (Red Hunder en Square Four) bleven ook de productiekosten laag. De door Turner ontwikkelde viercilinder "Square Four" was een succes. In 1931 verscheen de Ariel VG 31 De Luxe. Met een prijs van £ 60 was dit de duurste Ariel, maar hij was dan ook uitgerust met vier kleppen. In 1932 leverde men al drie modellen met vierklepstechniek: de VG 32 en de VH 32, beiden met een rechtopstaande cilinder, en de SG 32, een sloper. Door de financiële problemen en het faillissement van Components Ltd. werd de productie van de dure vierkleppers in 1932 gestaakt. Jack Sangster kocht het bedrijf en noemde het "Ariel Motors (J.S.) Ltd". Hij bracht onmiddellijk de Red Hunter op de markt, een eencilinder tweeklepper die Val Page al in 1926 bedacht had, maar die in 1932 door Edward Turner doorontwikkeld werd. De Red Hunter verscheen aanvankelijk in 350- en 500cc-versies, maar in 1934 kwam ook een 250cc-model. De machine dankte zijn naam aan de donkerrode benzinetank. De Red Hunter zou tot 1960 in productie blijven en had een goede reputatie als sportieve en snelle motorfiets die ook successen boekte in trials en terreinwedstrijden. Aanvankelijk had de machine een parallellogramvork en géén achtervering, in de jaren vijftig werd een telescoopvork en achtervering toegevoegd. Bovendien werd meer chroom gebruikt. In 1936 nam Sangster ook Triumph over en werd Edward Turner hiervan directeur. Bert Hopwood ging als constructeur eveneens over naar Triumph. Daardoor kreeg Val Page zijn baan als hoofdconstructeur van Ariel weer terug.

#### Square Four

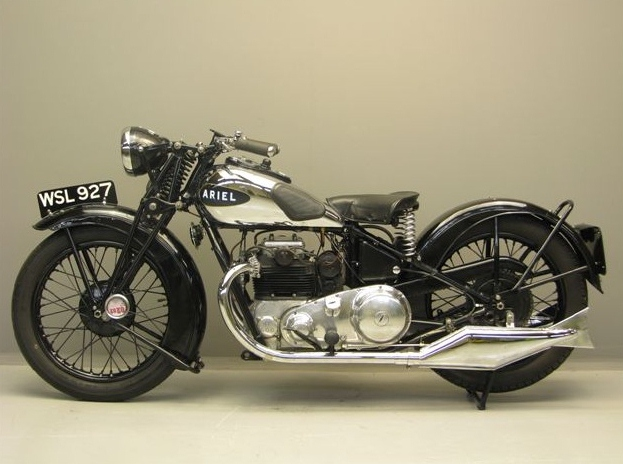
Edward Turner had al eind jaren twintig een viercilinder motor ontworpen, waarbij de cilinders in paren achter elkaar waren geplaatst, met twee krukassen die door middel van tandwielen met elkaar verbonden waren. Hij kon hem niet slijten aan andere fabrikanten, waaronder BSA, maar Charles Sangster zag er wel brood in en nam de machine, aanvankelijk als 500cc-model (model 4F) in 1931 in productie.
De tot dan toe geproduceerde viercilinders met langsgeplaatste motor hadden in het Verenigd Koninkrijk nooit voet aan de grond gekregen, met name omdat men bang was voor koelproblemen van de achterste cilinders en de lengte van het motorblok. In de breedte bouwen, als dwarsgeplaatste motor, leverde weer een te brede motor op. De Square Four was nauwelijks breder dan een eencilinder en paste zelfs in het frame van een 250cc-Ariel. Hij liep uiteraard veel soepeler en kon meer toeren draaien dan een eencilinder waardoor ook het vermogen toenam. De motor had een ingebouwde Burman-versnellingsbak (Unit construction) met handschakeling. Al in 1932 werd de cilinderinhoud vergroot tot 601 cc, vooral om de machine meer geschikt te maken als zijspantrekker (op de foto boven een 600cc-4F uit 1932). De 4F had problemen met oververhitting en zelfs kromtrekken van de cilinderkop en ging in 1936 uit productie. Hij werd opgevolgd door de 4G, een 995cc-model met een geheel nieuw ontworpen motorblok met als optie de "Anstey-link" plunjervering. In 1946 werd de Girder-voorvork vervangen door een hydraulisch gedempte telescoopvork. In 1949 eindigde de productie van de 4G, toen de "Mark I" op de markt kwam. Bij dit model waren de gietijzeren cilinders en cilinderkop vervangen door exemplaren van aluminium, wat een gewichtsbesparing van ruim 22 kg opleverde. De machine leverde 35 pk bij 5.500 tpm. In 1953 volgde de laatste versie, de "Mark II", die dankzij de vier uitlaatbochten de bijnaam "Fourpiper" kreeg. Dit was het laatste model, met losstaande cilinders en daarom ook een aangepaste cilinderkop. Deze machine haalde meer dan 100 mph (160 km/h). Ze was ontworpen door Val Page. De productie eindigde in 1959. In 1954 was nog een "Mark III" ontwikkeld met een Earles voorvork, maar die ging nooit in productie. Uiteindelijk bleef de Square Four kampen met warmteproblemen, en in de jaren vijftig kon hij niet meer concurreren tegen de tweecilinders van de concurrentie. Geld voor doorontwikkeling was er ook niet. Ariel was voor de BSA-groep geen belangrijk merk en bovendien werd geïnvesteerd in de tweetakten Leader en Arrow.

### Jaren veertig
Toen de Tweede Wereldoorlog uitbrak testte het Britse "War Office" de 500cc-Ariel VA samen met de Norton 16H, maar uiteindelijk produceerde Ariel de 350cc-W/NG. De Franse regering bestelde dit model meteen, maar de Britten vonden de machine alleen geschikt voor "noodgevallen". Door de grote verliezen bij de slag om Duinkerke was zo'n noodgeval ontstaan en zowel Associated Motor Cycles als Ariel moesten versneld vervangende motorfietsen leveren.

#### BSA Group
BSA was intussen hard aan het groeien. Het had al andere merken opgekocht, zoals Daimler, Lanchester en Sunbeam en in 1944 werd ook Ariel opgekocht. Ariel was altijd klein geweest, en onder het bewind van BSA kwam daar geen verandering in. BSA speelde de hoofdrol en in Sunbeam en Ariel werd nauwelijks geïnvesteerd. Na de oorlog moest Ariel wel met tweecilinders komen, als antwoord op de Triumph Speed Twin, de Norton Dominator en de BSA A7. Daarom kwam men op de markt met de 500cc-modellen KH en KG, die door Val Page waren ontworpen.

### Jaren vijftig
In 1951 verkocht Jack Sangster ook Triumph aan de BSA-groep, waardoor het merk Ariel alleen maar méér naar de achtergrond verdween. Triumph had immers al de tweecilinder "Speed Twins", zelfs in 650cc-uitvoering. De KH- en KG-modellen kregen de toevoeging "Fieldmaster", maar er kwam ook een nieuw model met een 650cc-tweecilinder, de Ariel FH Huntmaster, waarvan de motor afkomstig was van de BSA A10. Deze motor was ontwikkeld door Bert Hopwood, de vroegere leerling van Page. Voor de trialsport leverde men de 350- en 500cc-Ariel HT. Aan het einde van de jaren vijftig besloot men om mee te gaan met de stijgende vraag naar goedkope, lichte motorfietsen. Zoals meer motorfietsmerken had Ariel (en eigenlijk de hele BSA-groep) moeite met de omschakeling naar scooters, en werden lichte motorfietsen uitgerust met veel plaatwerk en beenkappen om de scooter te benaderen. De door Val Page en Bernard Knight ontworpen Ariel Leader leek wel enigszins op een scooter, zoals de Moto Guzzi Galletto, de Vincent Black Prince en de Simson Schwalbe. De Leader werd helemaal nieuw ontworpen met een 250cc-tweecilinder tweetaktmotor en een plaatstalen ruggengraat frame. In dit frame zat de benzinetank, en de dummytank was een opbergruimte waarin zelfs een valhelm opgeborgen kon worden. De machine had een toerruit en het plaatwerk bedekte alle motorische delen. Zelfs de zijkoffers waren in het ontwerp geïntegreerd. Het was de eerste Britse motorfiets met richtingaanwijzers, een parkeerlicht en een in het dashboard geplaatst klokje. De motor was eigenlijk "oorlogsbuit", een vooroorlogs ontwerp van DKW, dat als herstelbetaling na de Tweede Wereldoorlog in geallieerde handen was gevallen. De Leader werd in 1958 geïntroduceerd en door het toonaangevende motorblad "Motor Cycle News" tot motorfiets van het jaar uitgeroepen. Er werden er uiteindelijk tot 1965 ongeveer 22.000 van geproduceerd. In 1959 kreeg de Leader een sportiever broertje, zonder al het plaatwerk, de Ariel Arrow.

### Jaren zestig
In de jaren zestig was Ariel eigenlijk al vrijwel verleden tijd. De fabriek in Selly Oak werd in 1965 gesloten, maar de merknaam was nog eigendom van de BSA-groep, waardoor men nog steeds modellen met deze naam kon produceren. Dit waren echter nog uitsluitend lichte tweetakten. De Leader bleef tot 1965 in productie, de Arrow werd in 1963 "Golden Arrow", maar in 1967 weer "Arrow", nadat de motor om belastingtechnische redenen was teruggebracht naar 200 cc. In 1968 verscheen de Ariel Pixie, een tamelijk lelijke plaatbrommer met de 50cc-motor van de BSA Beagle.

### Jaren zeventig
In juni 1970 presenteerde de BSA-groep een bijzonder model, een driewieler waarvan de achterwielen in bochten op de grond bleven, terwijl de rest van het voertuigje scharnierde en als een bromfiets door de bocht ging. Het model was zuiver gericht op dames, met een boodschappenmandje achterop en een automatische achtplaatskoppeling. De 50cc-tweetaktmotor was van het Nederlandse merk Anker. Deze Anker Laura M48-06 1,7pk-tweetaktmotor was in samenwerking met BSA speciaal voor de Ariel 3 ontwikkeld en had geforceerde luchtkoeling. Het model werd geen succes. Mensen die de steun van drie wielen zochten kregen die niet omdat de voorkant kantelde.

### Trivia

#### Spot- en bijnamen
- Ariel (algemeen): Altijd Rijden Is Een Lust
- Ariel (algemeen): Alles Rammelt InEens Los
- Ariel Square Four: Squariel, the Gent
- Ariel Square Four (officiële fabrieks-bijnamen): the Modern Motorcyle en Whispering Wildfire
- Ariel Square Four Mk2 (1953-1958): the Four Piper (vanwege de vier uitlaatbochten)

#### Ariel Atom
Onder de naam "Ariel" wordt sinds 2001 de Ariel Atom auto geproduceerd, maar dit bedrijf (Solocrest Limited) heeft met het motorfietsmerk Ariel niets te maken.